# Европско првенство у атлетици у дворани 1970 — штафета 4 x 400 метара за мушкарце
Такмичење штафета на 4 х 400 метара у мушкој конкуренцији на првом Европском првенству у атлетици у дворани 1970. одржано је у Градској дворани у Бечу 14. марта. Учествовало је 16 такмичара у 4 штафете у исто толико земаља.

## Земље учеснице
1. Аустрија (4)
2. Пољска (4)
3. Совјетски Савез  (4)
4. Западна Немачка (4)

## Рекорди
Извор:
| Рекорди пре почетка Европског првенства у дворани 1970.     | Рекорди пре почетка Европског првенства у дворани 1970.             | Рекорди пре почетка Европског првенства у дворани 1970.     | Рекорди пре почетка Европског првенства у дворани 1970.     | Рекорди пре почетка Европског првенства у дворани 1970.     | Рекорди пре почетка Европског првенства у дворани 1970.     |                                                             |
| ----------------------------------------------------------- | ------------------------------------------------------------------- | ----------------------------------------------------------- | ----------------------------------------------------------- | ----------------------------------------------------------- | ----------------------------------------------------------- | ----------------------------------------------------------- |
| Светски рекорд                                              | Није било ратификованих рекорда штафете 4 х 400 м у дворани         | Није било ратификованих рекорда штафете 4 х 400 м у дворани | Није било ратификованих рекорда штафете 4 х 400 м у дворани | Није било ратификованих рекорда штафете 4 х 400 м у дворани | Није било ратификованих рекорда штафете 4 х 400 м у дворани | Није било ратификованих рекорда штафете 4 х 400 м у дворани |
| Европски рекорд у дворани                                   | Није било ратификованих рекорда штафете 4 х 400 м у дворани         | Није било ратификованих рекорда штафете 4 х 400 м у дворани | Није било ратификованих рекорда штафете 4 х 400 м у дворани | Није било ратификованих рекорда штафете 4 х 400 м у дворани | Није било ратификованих рекорда штафете 4 х 400 м у дворани | Није било ратификованих рекорда штафете 4 х 400 м у дворани |
| Рекорди европских првенстава                                | Ово је прво Европско првенство у дворани                            | Ово је прво Европско првенство у дворани                    | Ово је прво Европско првенство у дворани                    | Ово је прво Европско првенство у дворани                    | Ово је прво Европско првенство у дворани                    | Ово је прво Европско првенство у дворани                    |
| Рекорди после завршеног Европског првенства у дворани 1970. |                                                                     |                                                             |                                                             |                                                             |                                                             |                                                             |
| Светски рекорд                                              | Јевгениј Борисенко, Јуриј Зорин, Борис Савчук, Александар Братчиков | Совјетски Савез                                             | 3:05,9                                                      | Беч Аустрија                                                | 14. март 1970.                                              |                                                             |
| Европски рекорд у дворани                                   | Јевгениј Борисенко, Јуриј Зорин, Борис Савчук, Александар Братчиков | Совјетски Савез                                             | 3:05,9                                                      | Беч Аустрија                                                | 14. март 1970.                                              |                                                             |
| Рекорди европских првенстава                                | Јевгениј Борисенко, Јуриј Зорин, Борис Савчук, Александар Братчиков | Совјетски Савез                                             | 3:05,9                                                      | Беч Аустрија                                                | 14. март 1970.                                              |                                                             |

## Резултати
Због малог броја учесника одржана је само финална трка.

### Коначан пласман
| Пласман | Атлетичар                                                                | Земља           | Резултат | Белешка              |
| ------- | ------------------------------------------------------------------------ | --------------- | -------- | -------------------- |
|         | Јевгениј Борисенко, Јуриј Зорин Борис Савчук, Александар Братчиков       | Совјетски Савез | 3:05,9   | СРд, ЕРд, РЕПд, НРд. |
|         | Јан Вернер, Станислав Греџински Јан Балаловски, Анджеј Баденски          | Пољска          | 3:07,5   |                      |
|         | Дитер Хибнер, Карл-Херман Тофауте Улрих Штрохакер, Хелмар Милер          | Западна Немачка | 3:10,7   |                      |
| 4.      | Ekkehard Kolodziejczak, Кристијан Артакер Роберт Кропијуник, Алфред Волф | Аустрија        | 3:21,6   |                      |